# Ramón (Rusia)
Ramón (Рамо́нь en ruso) es un asentamiento de tipo urbano de Rusia, capital del raión homónimo en la óblast de Vorónezh.
En 2021, el territorio del asentamiento tenía una población de 9571 habitantes, de los cuales 8500 vivían en el propio asentamiento y el resto en su única pedanía: el posiólok de Bor.
Se ubica a orillas del río Vorónezh, unos 20 km al norte de la capital regional Vorónezh.

## Historia
Se conoce la existencia de la localidad desde 1615 y en su origen era un pueblo (seló). El pueblo fue fundado en aquella época sobre las ruinas de Rodnia (Родня), localidad medieval que había sido destruida en la invasión mongola. Su desarrollo urbano comenzó a finales del siglo XVII, cuando Pedro el Grande ordenó construir aquí un astillero, en torno al cual se fueron asentando diversas industrias. En el Imperio ruso formó parte del uyezd de Usman de la gobernación de Tambov. La Unión Soviética le dio el estatus de capital distrital en 1934, al trasladarse aquí desde Beriózovo la sede administrativa del raión, que siguió denominándose "raión de Beriózovo" hasta tres décadas más tarde. La localidad es considerada como asentamiento de tipo urbano desde 1938.